# Antonino Barillà
Antonino Barillà (Reggio Calabria, 1º aprile 1988) è un calciatore italiano, centrocampista e capitano della Reggina.

## Caratteristiche tecniche
È un esterno di centrocampo mancino, fa della velocità palla al piede e della sua buona tecnica individuale le sue armi migliori. Nato come esterno sinistro in un centrocampo a 5, è stato spesso schierato anche come interno sinistro.

## Carriera

### Club

#### Reggina
Originario di Catona, quartiere zona nord di Reggio Calabria, è cresciuto nel settore giovanile della Reggina. Il 7 maggio 2006, alla penultima giornata della Serie A 2005-2006, esordisce nel massimo Campionato italiano con la maglia amaranto durante la partita Fiorentina-Reggina 5-2, subentrando al 63' a Rolando Bianchi.
Nella stagione seguente è spesso nella lista dei convocati della Prima squadra di Walter Mazzarri, riuscendo a collezionare in totale altre 4 presenze in Campionato e 1 di Coppa Italia.
Nell'estate 2007 svolge tutto il ritiro pre-campionato con la Reggina, giocando anche la partita di Coppa Italia contro il Piacenza, ma l'ultimo giorno disponibile per il calciomercato, il 31 agosto 2007, viene ceduto in prestito al Ravenna in Serie B. Con i Giallorossi esordisce il 27 ottobre in Ravenna-Treviso 1-0, giocando la partita dal primo minuto. Conclude la sua stagione in Romagna con 22 partite di Campionato e 1 di Coppa Italia.
L'anno seguente rientra alla Reggina, dove viene stabilmente utilizzato in prima squadra come esterno sinistro di centrocampo. Realizza il suo primo gol in Serie A il 26 aprile 2009 in Reggina-Juventus 2-2, siglando di testa la rete dell'iniziale vantaggio reggino. A fine stagione sono 32 le presenze accumulate in Campionato e Coppa Italia, condite da due reti.
La stagione successiva, anche se la squadra è appena retrocessa in Serie B, Antonino decide di rimanere sullo Stretto per tentare la pronta risalita con Gli Amaranto. L'obbiettivo fallisce ma Antonino gioca comunque una buona stagione con 29 presenze in Campionato condite da ben 4 gol (contro Ascoli, Lecce, Ancona e Gallipoli).
Nelle due stagioni seguenti, nelle quali gioca altre 50 partite con 1 gol in Campionato e 4 di Coppa Italia, lo vedono sempre più bandiera della Reggina, di cui diventa anche capitano e beniamino dei tifosi. Nella stagione 2012-2013 disputa 40 partite realizzando 3 gol. Inoltre il 9 febbraio 2013 in occasione della gara Modena-Reggina 1-1 ottiene la sua 150ª presenza con la maglia amaranto.

#### Sampdoria
Il 2 settembre 2013 la Sampdoria comunica di aver acquisito a titolo temporaneo, con diritto di opzione della compartecipazione, dalla Reggina i diritti sportivi di Antonino. Compie il suo esordio nelle file dei blucerchiati il 21 settembre seguente a Trieste, subentrando al 73' a Davide Gavazzi nella partita di Serie A Cagliari-Sampdoria (2-2). In totale colleziona con i blucerchiati 3 presenze in campionato.

#### Il ritorno alla Reggina
Il 21 gennaio 2014 la Reggina e la Sampdoria risolvono consensualmente il contratto di cessione temporanea del calciatore, e Barillà fa ritorno in amaranto. Alla sua seconda presenza in amaranto (dopo il ritorno) realizza la rete vittoria nella gara interna contro il Lanciano.

#### Trapani
Il 10 luglio 2014 passa a titolo definitivo al Trapani, firmando un contratto biennale. Il 18 agosto sigla il suo primo gol in maglia granata all'ultimo secondo nella partita di Coppa Italia persa contro la Cremonese per 1-2. Il suo primo gol in campionato arriva il 19 settembre nella partita pareggiata per 2-2 contro il Carpi siglando il momentaneo 2-1 per la formazione siciliana.

#### Parma
Il 19 giugno 2017, in scadenza di contratto, firma un triennale con il Parma. La squadra emiliana, al termine della stagione 2017-2018, riesce a guadagnare in extremis la promozione per la Serie A, piazzandosi al secondo posto nella Serie B 2017-2018. Esordisce in maglia gialloblù nella massima serie italiana il 19 agosto 2018, siglando il gol del momentaneo 2-0 contro l'Udinese.

#### Monza, Alessandria e Viterbese
Il 25 agosto 2020 firma un contratto biennale con il Monza, neopromosso in Serie B. Il 29 settembre segna il suo primo gol con i brianzoli nel 3-0 alla Triestina, valevole per il secondo turno di Coppa Italia. In campionato va a segno per la prima volta il 27 dicembre, aprendo le marcature nel successo per 2-0 in casa della Cremonese.
Il 25 gennaio 2022 rescinde il proprio contratto con i lombardi. Esattamente un mese dopo viene tesserato dall'Alessandria, con cui si lega fino al termine della stagione.
Svincolatosi a fine stagione dall'Alessandria e rimasto senza squadra nella prima parte della stagione, il 13 gennaio 2023 viene tesserato dalla Viterbese, in Serie C. Dal 1º luglio 2023, così come tutti i suoi compagni di squadra della Viterbese, rimane svincolato a causa della mancata iscrizione del club in una competizione.

#### Ritorno a Reggio Calabria
Il 20 settembre 2023, Barillà firma un contratto biennale con la LFA Reggio Calabria, squadra erede della Reggina, che diventerà tale al termine della stagione. Il 24 settembre 2023 debutta in campionato contro il San Luca. Il primo gol lo segna su rigore contro il Siracusa.

### Nazionale
Dopo aver giocato 4 partite tra Under-19 e Under-20, il 25 marzo 2009 a Vienna Barillà esordisce in Under-21 giocando da titolare la partita amichevole Austria-Italia 2-2.
Il 17 novembre seguente realizza invece una doppietta nella partita Lussemburgo-Italia 0-4, valevole per le qualificazioni al Campionato Europeo Under-21 2011.

## Statistiche

### Presenze e reti nei club
Statistiche aggiornate al 20 maggio 2025.
| Stagione        | Squadra         | Campionato      | Campionato | Campionato | Coppe nazionali | Coppe nazionali | Coppe nazionali | Coppe continentali | Coppe continentali | Coppe continentali | Altre coppe | Altre coppe | Altre coppe | Totale | Totale |
| Stagione        | Squadra         | Comp            | Pres       | Reti       | Comp            | Pres            | Reti            | Comp               | Pres               | Reti               | Comp        | Pres        | Reti        | Pres   | Reti   |
| --------------- | --------------- | --------------- | ---------- | ---------- | --------------- | --------------- | --------------- | ------------------ | ------------------ | ------------------ | ----------- | ----------- | ----------- | ------ | ------ |
| 2005-2006       | Reggina         | A               | 1          | 0          | CI              | 0               | 0               | -                  | -                  | -                  | -           | -           | -           | 1      | 0      |
| 2006-2007       | Reggina         | A               | 4          | 0          | CI              | 3               | 0               | -                  | -                  | -                  | -           | -           | -           | 7      | 0      |
| ago. 2007       | Reggina         | A               | 0          | 0          | CI              | 1               | 0               | -                  | -                  | -                  | -           | -           | -           | 1      | 0      |
| ago. 2007-2008  | Ravenna         | B               | 22         | 0          | CI              | -               | -               | -                  | -                  | -                  | -           | -           | -           | 22     | 0      |
| 2008-2009       | Reggina         | A               | 30         | 1          | CI              | 2               | 1               | -                  | -                  | -                  | -           | -           | -           | 32     | 2      |
| 2009-2010       | Reggina         | B               | 29         | 4          | CI              | 3               | 0               | -                  |                    |                    | -           |             |             | 32     | 4      |
| 2010-2011       | Reggina         | B               | 22         | 1          | CI              | 2               | 0               | -                  |                    |                    | -           |             |             | 24     | 1      |
| 2011-2012       | Reggina         | B               | 28         | 0          | CI              | 2               | 0               | -                  |                    |                    | -           |             |             | 30     | 0      |
| 2012-2013       | Reggina         | B               | 37         | 2          | CI              | 3               | 1               | -                  |                    |                    | -           |             |             | 40     | 3      |
| ago.-set. 2013  | Reggina         | B               | 2          | 0          | CI              | 2               | 0               | -                  | -                  | -                  | -           | -           | -           | 4      | 0      |
| 2013-gen. 2014  | Sampdoria       | A               | 3          | 0          | CI              | 0               | 0               | -                  | -                  | -                  | -           | -           | -           | 3      | 0      |
| gen.-giu. 2014  | Reggina         | B               | 18         | 3          | CI              | -               | -               | -                  | -                  | -                  | -           | -           | -           | 18     | 3      |
| 2014-2015       | Trapani         | B               | 34         | 5          | CI              | 1               | 1               | -                  | -                  | -                  | -           | -           | -           | 35     | 6      |
| 2015-2016       | Trapani         | B               | 21+4       | 3          | CI              | 2               | 0               | -                  | -                  | -                  | -           | -           | -           | 27     | 3      |
| 2016-2017       | Trapani         | B               | 39         | 3          | CI              | 2               | 0               | -                  | -                  | -                  | -           | -           | -           | 41     | 3      |
| Totale Trapani  | Totale Trapani  | Totale Trapani  | 94+4       | 11         |                 | 5               | 1               |                    | -                  | -                  |             | -           | -           | 103    | 12     |
| 2017-2018       | Parma           | B               | 24         | 4          | CI              | 0               | 0               | -                  | -                  | -                  | -           | -           | -           | 24     | 4      |
| 2018-2019       | Parma           | A               | 31         | 3          | CI              | 1               | 0               | -                  | -                  | -                  | -           | -           | -           | 32     | 3      |
| 2019-2020       | Parma           | A               | 26         | 1          | CI              | 3               | 0               | -                  | -                  | -                  | -           | -           | -           | 29     | 1      |
| Totale Parma    | Totale Parma    | Totale Parma    | 81         | 8          |                 | 4               | 0               |                    | -                  | -                  |             | -           | -           | 85     | 8      |
| 2020-2021       | Monza           | B               | 27         | 3          | CI              | 3               | 1               | -                  | -                  | -                  | -           | -           | -           | 30     | 4      |
| 2021-gen.2022   | Monza           | B               | 3          | 0          | CI              | 1               | 0               | -                  | -                  | -                  | -           | -           | -           | 4      | 0      |
| Totale Monza    | Totale Monza    | Totale Monza    | 30         | 3          |                 | 4               | 1               |                    | -                  | -                  |             | -           | -           | 34     | 4      |
| feb.-giu. 2022  | Alessandria     | B               | 4          | 0          | CI              | -               | -               | -                  | -                  | -                  | -           | -           | -           | 4      | 0      |
| gen.-giu. 2023  | Viterbese       | C               | 13         | 1          | CI-C            | -               | -               | -                  | -                  | -                  | -           | -           | -           | 13     | 1      |
| 2023-2024       | Reggina         | D               | 29+2       | 11+1       | -               | -               | -               | -                  | -                  | -                  | -           | -           | -           | 31     | 12     |
| 2024-2025       | Reggina         | D               | 27+2       | 10+1       | CI-D            | 1               | 0               | -                  | -                  | -                  | -           | -           | -           | 30     | 12     |
| Totale Reggina  | Totale Reggina  | Totale Reggina  | 227+4      | 34         |                 | 19              | 2               |                    | -                  | -                  |             | -           | -           | 250    | 36     |
| Totale carriera | Totale carriera | Totale carriera | 482        | 57         |                 | 31              | 4               |                    | -                  | -                  |             | -           | -           | 513    | 61     |